# Notzingen
Notzingen település Németországban, azon belül Baden-Württembergben. Lakosainak száma 3610 fő (2023. december 31.). Notzingen Hochdorf, Wernau és Kirchheim unter Teck községekkel határos.

## Népesség
A település népessége az elmúlt években az alábbi módon változott:
| Lakosok száma | 1926 | 2146 | 2541 | 2899 | 3108 | 3364 | 3525 | 3537 | 3573 | 3610 |
|               | 1961 | 1967 | 1974 | 1980 | 1987 | 1993 | 2000 | 2006 | 2013 | 2023 |